# La Guineueta (Barcelona)

locatie van La Guineueta

La Guineueta is een van de negen buurten dat de naam aan het district Nou Barris (letterlijk, negen buurten) geeft in Barcelona.
Het is ongeveer 57 ha. groot en ligt tussen Parc Central dels Nou Barris en Parc de la Guineueta en tussen Plaça de Karl Marx en Plaça de Llucmajor. Vanaf de jaren vijftig zijn er moderne gebouwen in de buurt gekomen. De buurt werd ook de plaats waar veel migranten uit de rest van Spanje kwamen wonen. Daarvoor waren er alleen maar een paar verlaten wijngaarden, akkerland en de ruïne van een aquaduct.
De naam van de buurt betekent "kleine vos" in het Catalaans en was de naam van een mas (landhuis) in dit gebied.
Het gebied dat bekendstond als Guineueta Nova is hernoemd als Canyelles in de jaren zeventig.